# Orchimantoglossum salaminense
Orchimantoglossum salaminense är en orkidéart som först beskrevs av Johann Kalopissis och Constantin., och fick sitt nu gällande namn av Ined. Orchimantoglossum salaminense ingår i släktet Orchimantoglossum och familjen orkidéer.
Artens utbredningsområde är Grekland. Inga underarter finns listade i Catalogue of Life.